# Invasions britanniques du Río de la Plata
 (mars 2024).
Si vous disposez d'ouvrages ou d'articles de référence ou si vous connaissez des sites web de qualité traitant du thème abordé ici, merci de compléter l'article en donnant les références utiles à sa vérifiabilité et en les liant à la section « Notes et références ».
En pratique : Quelles sources sont attendues ? Comment ajouter mes sources ?
Quatrième Coalition
Batailles
- Cap-Vert (navale)
- San Domingo (navale)
- Río de la Plata
- Pornichet (navale)

- Raguse
- Castel-Nuovo

Campagne de Prusse (1806)
- Schleiz
- Saalfeld
- Auerstaedt
- Iéna
- Halle
- Magdebourg
- Stettin
- Lübeck
- Glogau
- Golymin
- Pułtusk
- Stralsund

Campagne de Pologne (1807)
- Eylau
- Ostrołęka
- Colberg
- Dantzig
- Guttstadt
- Heilsberg
- Friedland

Drapeau de la ville de Buenos Aires

Les invasions britanniques du Rio de la Plata furent une série d'expéditions britanniques dirigées contre les colonies espagnoles de la région entre 1806 et 1807, qui se soldèrent par une défaite humiliante du Royaume-Uni.

## Introduction

Le drapeau du 1er Bataillon, du 71e Régiment de l'Armée de terre britannique fut capturé à Buenos Aires, en 1806. Il est exposé comme trophée de guerre au couvent de Santo Domingo de Buenos Aires.

Le Rio de la Plata n'échappe pas au tourbillon des guerres napoléoniennes, conflit qui opposait notamment les deux puissances dominantes de l'époque, le Royaume-Uni et la France. L'alliance de l'Espagne au Premier Empire français donnait au Royaume-Uni l'occasion de s'attaquer aux vastes territoires hispaniques du Nouveau Monde, possibles débouchés économiques stratégiques pour un pays qui se trouvait alors en pleine révolution industrielle.
Les envahisseurs occupèrent la ville de Buenos Aires en 1806 et furent vaincus 46 jours plus tard par une armée venue de Montevideo commandée par l'officier français au service du roi d'Espagne Santiago de Liniers. En 1807, une seconde expédition réussit à prendre la place forte de Montevideo et resta dans cette enclave pendant plusieurs mois. Une seconde tentative d'occupation de la capitale de la Vice-royauté du Río de la Plata, cette même année, fut repoussée avec succès par les défenseurs, qui se composaient non seulement des troupes officielles au service de la couronne espagnole mais aussi de nombreuses milices urbaines, groupes de créoles et d'immigrés d'origines diverses qui s'étaient armés et organisés militairement.
La résistance du peuple et sa participation active à la défense et à la reconquête augmenta le pouvoir et la popularité des dirigeants créoles et augmenta l'influence et la ferveur des groupes indépendantistes. Parallèlement, fut mise en évidence l'incapacité de la métropole à défendre ses colonies dans le contexte des conflits internationaux de l'époque. Ces motifs changèrent les invasiones inglesas en un des catalyseurs de la cause émancipatrice en Argentine et dans une grande partie de l'Amérique hispanique.
Au bout du compte, l'Empire espagnol conserva la possession de la Vice-royauté du Río de la Plata grâce à l'action de ces groupes de milices volontaires urbaines, et le Royaume-Uni subit une humiliante défaite.
La volonté du peuple joua un rôle sans précédent dans la destitution d'un vice-roi jugé incompétent et dans la désignation de son successeur.
La Révolution de Mai de 1810 éclipsera l'importance des invasions britanniques. La culture populaire argentine se souviendra seulement de l'eau et de l'huile bouillante déversées sur les troupes de l'envahisseur. Cependant ce fut lors du cabildo ouvert du 10 février 1807 que pour la première fois prévalut la volonté du peuple américain créole sur les intérêts du colonisateur espagnol, lors de la destitution du représentant suprême du roi.
Pour bien comprendre ces événements, il est nécessaire de les situer dans le contexte historique auquel ils appartiennent, car ils sont directement liés au choc des intérêts entre le Royaume-Uni, l'Espagne, le Portugal, la France et plus tard les États-Unis, dans une période s'étendant depuis la fondation de Colonia del Sacramento par les Portugais, jusqu'à la reconnaissance par le Royaume-Uni de l'indépendance de Buenos Aires, lors de la signature d'un traité de paix et de commerce en 1824, après la déclaration de la Doctrine Monroe. Ces traités n'éviteront cependant pas l'invasion britannique des Îles Malouines en 1833.

## Antécédents
L'expansion espagnole sur les territoires du bassin de la Plata fut une entreprise lente, effectuée plus par la nécessité d'empêcher que les Portugais puissent atteindre les richesses du Haut Pérou (Bolivie actuelle) par voie fluviale depuis l'Atlantique sud, que par les possibilités d'exploitation économique d'une région sans mines d'or ni d'argent. Ce ne sera qu'après la fondation de Colonia del Sacramento par les Portugais, en 1680, que le Río de la Plata acquit une réelle importance stratégique pour l'Espagne.
Le Traité d'Utrecht, du 11 avril 1713, mit fin à la Guerre de Succession d'Espagne, qui s'était déclenchée en 1702 après la mort de Charles II. La série d'accords signés entre les puissances européennes avait donné à la Grande-Bretagne la concession de l'envoi d'un bateau annuel aux Indes occidentales espagnoles (navío de permiso) et l' asiento de negros (littéralement établissement pour nègres), monopole de trente ans pour le trafic d'esclaves noirs avec ces territoires. La reine Anne de Grande-Bretagne transféra ces concessions à la Compagnie des mers du Sud (en anglais : The South Sea Company) pour 7 500 000 de livres, afin de financer la dette que la guerre avait causée. La spéculation économique engendrée par ce commerce avec les colonies espagnoles d'Amérique du Sud fit que la valeur des 
titres de l'entreprise se multiplia par neuf au premier semestre 1720. Cette bulle financière, connue sous le nom de Bulle de la Mer du Sud se solda par une des crises boursières les plus dévastatrices de l'histoire.
Cette société établit l'un de ses marchés les plus importants sur la rive de Retiro, à Buenos Aires. Les bateaux qui transportaient des esclaves vers le Río de la Plata permettaient le commerce illégal de biens manufacturés contre des produits primaires de la région : du cuir, des tasajos (quartiers de viande séchés et salés) et du suif.
La première expédition militaire britannique qui arriva dans la région le fit dans le contexte de la Guerre de Sept Ans. En janvier 1762, l'Espagne s'impliqua définitivement dans ce 
conflit, entrant en guerre contre la Grande-Bretagne et le Portugal. En octobre de la même année, le vice-roi Pedro de Cevallos réoccupa Colonia del Sacramento. Peu après, une flotte britanno-portugaise composée de dix bateaux et de plus de mille hommes fut envoyée avec l'ordre de prendre Buenos Aires, mais fut vaincue en essayant de remettre la main sur Colonia.

Le drapeau du Bataillon de Royal Marines fut capturé par les forces espagnoles et créoles (criollos) à Buenos Aires, en 1806. Il est exposé comme trophée de guerre au couvent de Santo Domingo de Buenos Aires.

### La vice-royauté du Rio de la Plata
La fondation de la Vice-royauté du Río de la Plata, en 1776, fut une mesure de caractère stratégique militaire avec de fortes implications économiques. Carlos III se vit pressé par l'avance portugaise dans le Rio de la Plata, par les expéditions successives britanniques et françaises sur les côtes de Patagonie et aussi par la nécessité de blanchir les opérations de contrebande illégales dans le port de Buenos Aires, dont les droits échappaient au Trésor, et causées par le monopole commercial que la Vice-royauté du Pérou réservait et octroyait à Lima.
Tandis que dans toute l'Europe et l'Amérique les politiques libérales du gouvernement du Royaume-Uni, et les idées influentes liées à la déclaration d'Indépendance des États-Unis et à la Révolution française se répandaient, l'Espagne continuait avec sa politique coloniale ultra-conservatrice. Étant donné que l'Espagne manquait d'usines et de manufactures, elle était incapable d'absorber les produits venus de ses colonies. Ceci défavorisait le développement économique des vice-royautés américaines. Le principal intérêt de la monarchie espagnole était centré sur l'extraction de métaux précieux, avec lesquels la métropole finançait ses guerres et ses alliances.
Par contre, le Royaume-Uni cheminait vers l'industrialisation et de ce fait, la demande de produits primaires ou matières premières y croissait de plus en plus. Vu les nombreuses restrictions douanières que l'on imposait dans les ports sud-américains, et l'inexistence 
d'activité minière dans la région du Río de la Plata, la contrebande devint rapidement la base du commerce d'une région dont l'activité économique principale était l'élevage.
Jusqu'ici c'était la Casa y Audiencia  de Indias (« maison et audience des Indes »), encore appelée Casa de Contratación de Indias qui s'occupait exclusivement (monopole) de contrôler le trafic maritime de l'empire. Établie d'abord à Séville puis à Cadix, la Casa se chargeait de l'approvisionnement et de l'équipement des flottes, et de l'inspection des bateaux qui s'apprêtaient à partir vers les Amériques. Ses fonctionnaires disposaient les flottes, achetaient les marchandises, donnaient des instructions aux navires, concevaient les relations avec les Indes, étaient attentifs aux nécessités de l'Outre-mer, et prenaient soin du registre de tous les navires.
Ce monopole fut supprimé en 1778. La lutte contre la contrebande fut organisée de plus par la destruction complète de la place commerciale portugaise de Colonia del Sacramento effectuée la même année. Ces mesures ne purent contenir totalement la contrebande, mais aboutirent cependant à des résultats tangibles. La croissance économique de la capitale Buenos Aires se fit intense : rien que de 1800 à 1807, les revenus du Cabildo se multiplièrent par quatorze.

Le drapeau du Royaume-Uni fut capturé à Buenos Aires, en 1806. Il est exposé comme trophée de guerre au couvent de Santo Domingo de Buenos Aires.

En 1797, par ordre de Charles IV, le vice-roi Antonio de Olaguer y Feliú autorisa le commerce avec les pays neutres, étant donné les difficultés croissantes dans le commerce avec l'Espagne à cause des hostilités en Europe et à la montée de la puissance britannique sur les mers. Dès lors le Río de la Plata se situa sur les routes du commerce international, attirant de nombreux navires des États-Unis et impulsant l'augmentation de la présence britannique dans l'économie de Buenos Aires.

### Les guerres napoléoniennes

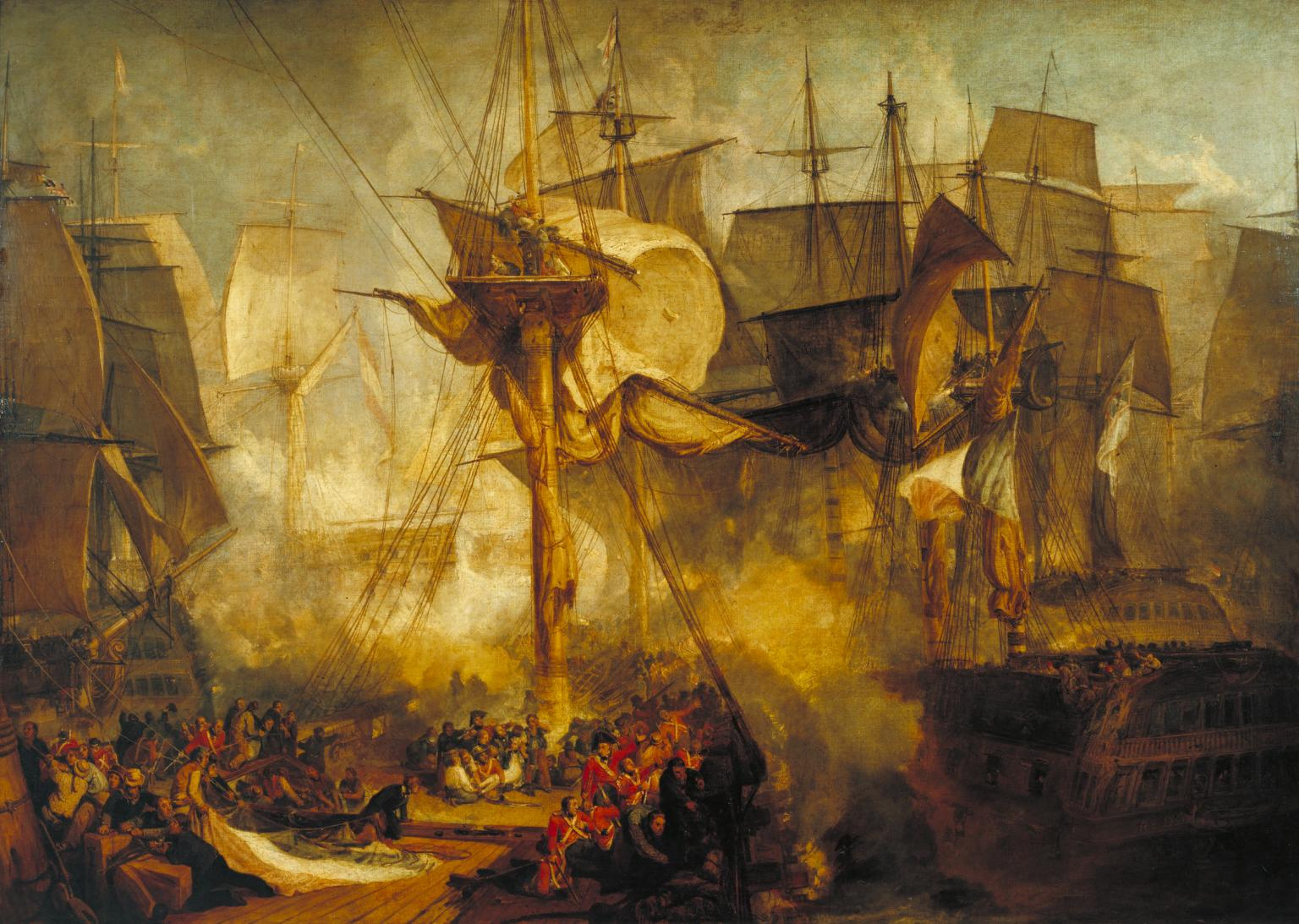
Bataille de Trafalgar, J. M. W. Turner (1806)

Dès le début de la conquête de l'Amérique, la Grande-Bretagne s'était intéressée aux richesses de la région. La Paix de Bâle, en 1795, mit fin à la guerre entre l'Espagne et la Révolution française. En 1796, par le Traité de San Ildefonso, l'Espagne s'allia à la France, qui était en guerre avec la Grande-Bretagne, ouvrant ainsi la brèche qui justifiera l'attitude militaire de la Grande-Bretagne, qui cherchait à obtenir une plus grande influence sur les colonies espagnoles.
L'arrivée au pouvoir de Napoléon en 1799 et sa proclamation comme Empereur en 1804 altéra les relations internationales et rénova l'alliance hispano-française.
La pression de Napoléon sur Charles IV eut comme conséquence le retour, en 1801, de Manuel Godoy au pouvoir, lequel déclara, la même année, la guerre au royaume de Portugal, principal allié du Royaume-Uni sur le continent. C'est la guerre des Oranges durant laquelle l'Espagne obtient quelques territoires portugais en Europe mais perd des positions en Amérique du Sud.
La bataille de Trafalgar, en 1805, mit fin à trois siècles de suprématie navale de l'Invincible Armada, au profit de la flotte britannique. Ainsi cette bataille mina la capacité de l'Espagne de défendre et de maintenir son empire.

### Le blocus continental napoléonien
Au début du XIXe siècle, le Royaume-Uni se trouvait en pleine révolution industrielle, ce qui en fit l'économie la plus productive d'Europe, grande exportatrice de produits manufacturés. Moins de la moitié de ses produits avaient pour destination le marché européen continental. Après le gros échec militaire que représentait pour la France et l'Espagne la Bataille de Trafalgar, Napoléon Bonaparte opta pour la stratégie de la guerre économique.
En novembre 1806, peu après que la France eut conquis ou se fut alliée avec chacune des puissances du continent, depuis la Péninsule ibérique jusqu'à la Russie, Napoléon promulgua le décret de Berlin, prohibant à ses alliés et aux pays conquis quelque type de relation commerciale que ce soit avec la Grande-Bretagne. Cette mesure encouragea le Royaume-Uni à consolider et assurer ses intérêts au Nouveau Monde.

### Politique britannique en relation avec l'Amérique du Sud

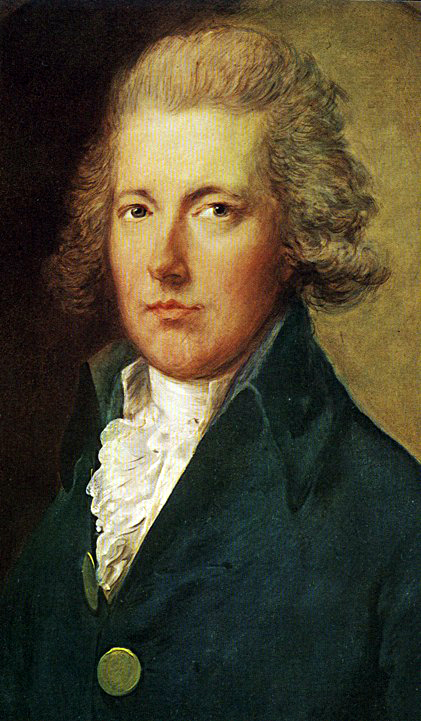
William Pitt (le jeune), premier ministre du Royaume-Uni.

En 1711, le gouverneur britannique des Bermudes envoya une missive au ministre Robert Harley, comte d'Oxford, lui affirmant que « le Río de la Plata est le meilleur endroit au monde pour former une colonie britannique ». À partir de ce moment une série de plans pour occuper Buenos Aires et d'autres villes sud-américaines furent concoctés et proposés, mais durent être abandonnés à cause de diverses circonstances.
La fin de la guerre d'indépendance des États-Unis, en 1783, eut un grand retentissement 
en Grande-Bretagne. Cette même année, William Pitt le Jeune devint Premier ministre du pays. Sous son administration, qui coïncida avec les débuts de la Révolution Industrielle, Pitt visa la consolidation du commerce extérieur, et plutôt que de chercher de nouvelles colonies, il se soucia d'ouvrir de nouveaux marchés. Cette politique se vit sévèrement contrecarrée par les obstacles que dressait l'Espagne et les alliances changeantes entre les puissances européennes. De ce fait l'indépendance des colonies espagnoles en Amérique devint un thème central de l'administration Pitt.

#### Les pourparlers Miranda-William Pitt
En 1789, la guerre entre la Grande-Bretagne et l'Espagne paraissait imminente à la suite de l'incident du détroit de Nootka/Nutcas. Le révolutionnaire vénézuélien Francisco de Miranda saisit l'occasion pour se présenter devant Pitt avec sa proposition pour libérer l'Amérique hispanique. Miranda songeait à émanciper les territoires du Nouveau Monde sous domination portugaise et espagnole, et les transformer en un grand empire indépendant gouverné par un descendant de la maison des Incas. Le plan présenté à Londres demandait l'assistance du Royaume-Uni et des États-Unis pour occuper militairement les principales villes sud-américaines. Miranda assurait que le peuple accueillerait les 
Britanniques cordialement et qu'ils s'empresseraient d'organiser des gouvernements souverains. En échange de cette aide, le Royaume-Uni obtiendrait les bénéfices de l'interchange 
commercial sans restrictions et l'usufruit de l'Isthme de Panama, afin d'y construire un canal pour le passage des navires. Pitt accepta la proposition et commença à organiser l'expédition.

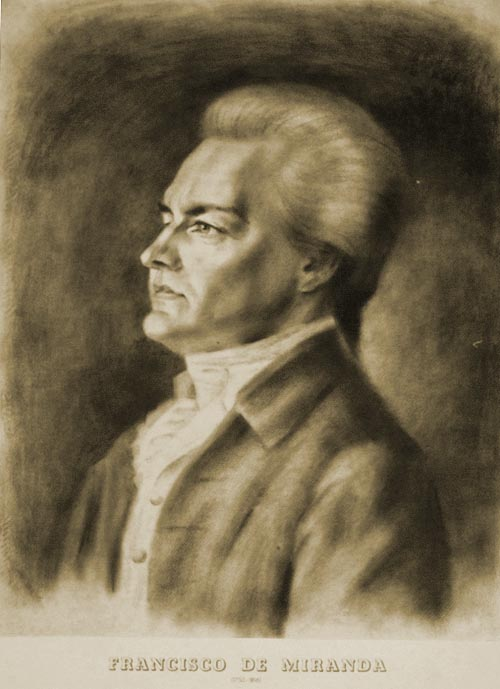
Francisco de Miranda.

La Convention de Nootka en 1790, mit fin aux hostilités, et le projet fut annulé. Selon les termes de ce traité, la Grande-Bretagne reconnaissait la souveraineté de l'Espagne sur 
les archipels de l'Atlantique Sud proches du continent américain, en échange de la reconnaissance aux Britanniques des établissements dans les 
“Îles de Quadra et de Vancouver”. De ce fait les colons britanniques qui s'étaient établis quelques années plus tôt dans les Îles Malouines abandonnèrent l'archipel.
En 1796, le cabinet de Pitt élabora un nouveau plan d'intervention en Amérique du Sud, à la suite de la décision de l'Espagne de s'allier à la France. Mais la perte de la Russie et de 
l'Autriche comme alliés mit la Grande-Bretagne dans une situation plus difficile face 
aux imminentes attaques des flottes navales française, espagnole et hollandaise, et le projet dut être abandonné.

#### Le mémorandum Miranda-Popham
Le 5 octobre 1804, quatre bateaux britanniques interceptèrent aux abords de Cadix une flotte espagnole de quatre frégates chargées d'or et d'argent en provenance du Haut Pérou. Le butin évalué à deux millions de livres fut envoyé à Londres. Dans ce contexte, Pitt fit connaitre le plan de Miranda au commodore Sir Home Riggs Popham, qui se convertira en enthousiaste partisan de l'affaire de l'Amérique du Sud. Le 14 octobre, Popham et Miranda présentèrent à Pitt un mémorandum qui contenait des détails spécifiques en vue de libérer l'Amérique du Sud, et dont Popham se prévaudra en 1806 pour solliciter des troupes afin d'attaquer Buenos Aires.
Face à l'indécision de Pitt pour autoriser une attaque au Río de la Plata, au milieu de l'année 
1805, Popham s'apprêta pour une expédition qui avait comme objectif la prise du Cap de Bonne-Espérance, à l'extrême sud de l'Afrique. Pitt lui ordonna d'abandonner le plan de conquête de l'Amérique du Sud pour le moment.

## Première invasion britannique de Buenos Aires

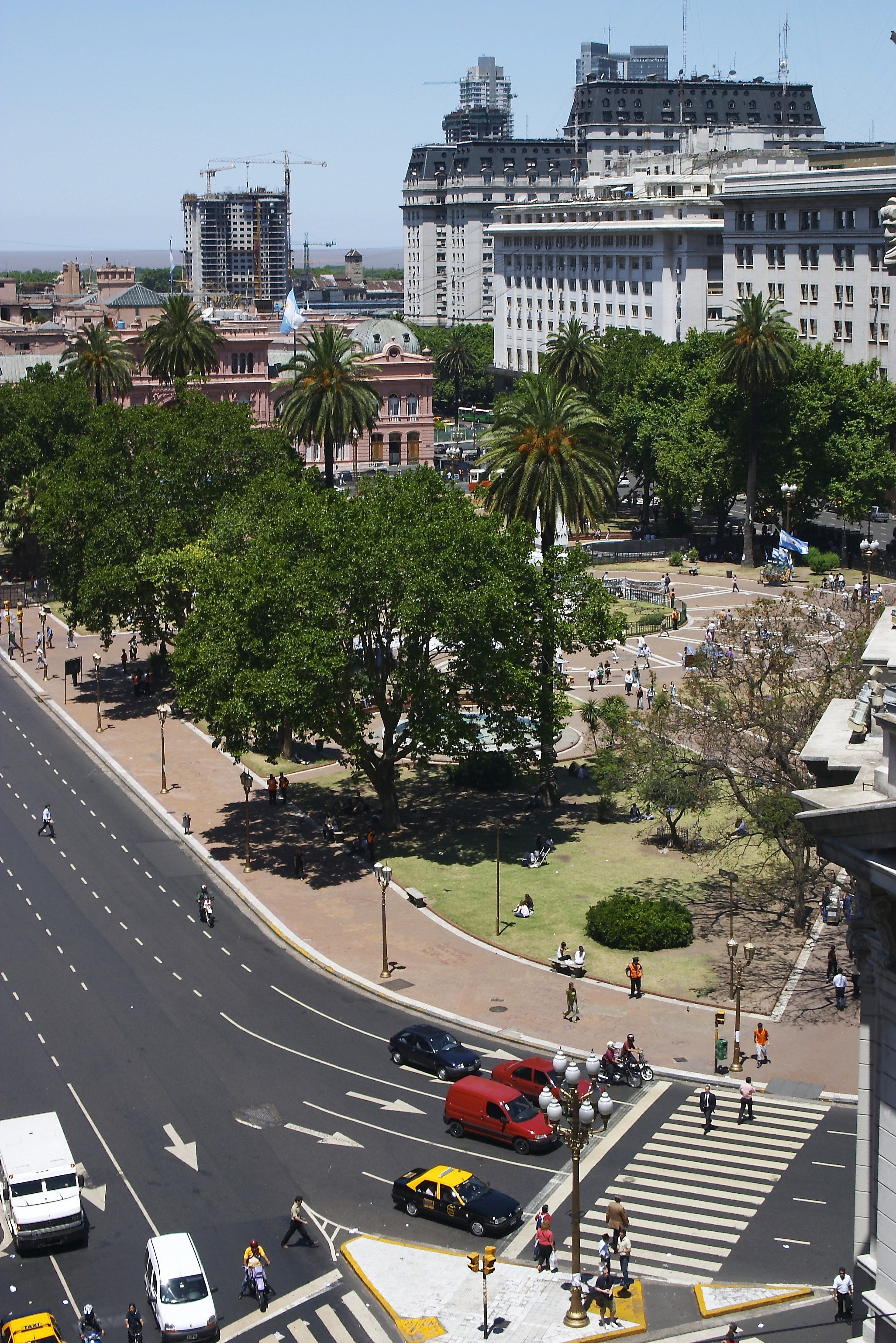
La Plaza de Mayo fut prise par les troupes britanniques en 1806

Vers la fin de 1805, la possibilité d'une invasion britannique agitait déjà Buenos Aires. Cette capitale sud-américaine, avec ses 45 000 habitants, était l'un des ports les plus prospères du Nouveau Monde (New York, la ville la plus grande d'Amérique anglo-saxonne, comptait 85 000 habitants). Le vice-roi Rafael de Sobremonte avait demandé des renforts militaires à l'Espagne à plusieurs reprises. Cependant la seule réponse qu'il obtint furent quelques canons et la suggestion d'armer le peuple pour la défense. Mais le vice-roi comprenait que donner des armes aux criollos (créoles), dont beaucoup étaient influencés par les idées révolutionnaires, était une stratégie dangereuse pour les intérêts 
de la couronne.
Sobremonte reçut bientôt des informations au sujet d'une flotte britannique qui s'était approvisionnée à Bahía au Brésil, au mois de décembre 1805. Suivant les ordres stipulés par le roi, il organisa les quelques troupes qu'il avait pour la défense du port stratégique de Montevideo, lequel avait un tirant d'eau suffisant pour permettre l'entrée de bateaux de guerre, ce qui en faisait la place militaire la plus importante sur le Río de la Plata. Le marin français Santiago de Liniers, au service de la couronne espagnole, reçut l'ordre d'armer une flotte pour protéger les côtes et assurer la libre navigation entre Montevideo et Buenos Aires, et fut désigné commandant du port de Ensenada de Barragán, à 70 km au sud-est de Buenos Aires (actuellement port de La Plata). Liniers avait été envoyé à Buenos Aires en 1788 en tant que Capitaine de Port. Son frère, le Marquis de Liniers, était un riche commerçant français de Buenos Aires.
Le 19 janvier 1806, le général Sir David Baird s'en alla prendre au profit de la couronne britannique la colonie hollandaise du Cap de Bonne-Espérance avec la flotte qui avait alarmé le vice-roi Sobremonte un peu plus tôt. En ces jours, Napoléon triomphait dans les batailles d'Iéna et d'Auerstaedt, ce qui consolidait la France dans son hégémonie en Europe.
Le fameux commodore britannique Popham avait des contacts avec des commerçants établis à Buenos Aires, et parmi eux un certain William White, à qui il devait une importante somme d'argent. Le 28 mars, le bateau négrier Elizabeth arrivait au Cap, porteur d'un message de White où il indiquait qu'un trésor de plus d'un million de pesos se trouvait à Buenos Aires, en provenance de Potosí, prêt à être envoyé en Espagne, avec lequel Popham pourrait payer sa dette. Le commodore essaya de persuader Baird de lui donner son appui pour prendre le Río de la Plata, faisant valoir un tas d'arguments et l'assurant qu'il aurait l'appui de la population locale, mais le général renacla.
Baird se trouvait dans une position difficile, car cette mission n'avait pas été approuvée officiellement. D'un côté, les gouverneurs de colonies éloignées avaient le pouvoir de décider d'actions militaires d'urgence. D'autre part, la loi britannique établissait des pourcentages des butins de guerre qui étaient donnés aux participants aux prises. En particulier, les militaires de haut rang pouvaient recevoir d'importantes sommes. De plus si l'expédition partait sans l'aide de Baird et échouait, Popham pourrait accuser Baird devant un tribunal de guerre.

### La prise de Buenos Aires
Le 14 avril 1806, la flotte britannique entama la traversée de l'Atlantique, en direction du Río de la Plata. Baird nomma général le colonel William Carr Beresford pour qu'il dirige l'attaque contre Buenos Aires. À Sainte Hélène, Popham obtint du gouverneur le renfort de 
280 soldats pour sa mission, et envoya une lettre à Londres, faisant connaître les motifs pour lesquels il se dirigeait vers l'Amérique du Sud et basa ses arguments sur le mémorandum Miranda-Popham de 1804 (voir plus haut). Popham ne savait pas que Pitt était mort récemment et qu'à sa place se trouvait depuis février William Wyndham Grenville, du parti opposé Whig.
La flotte arriva en vue de Montevideo le 8 juin. Le 24 juin, Beresford était sur le point de débarquer à Ensenada, réalisant des manœuvres face à Punta Lara et ouvrant le feu 
contre les fortifications espagnoles.

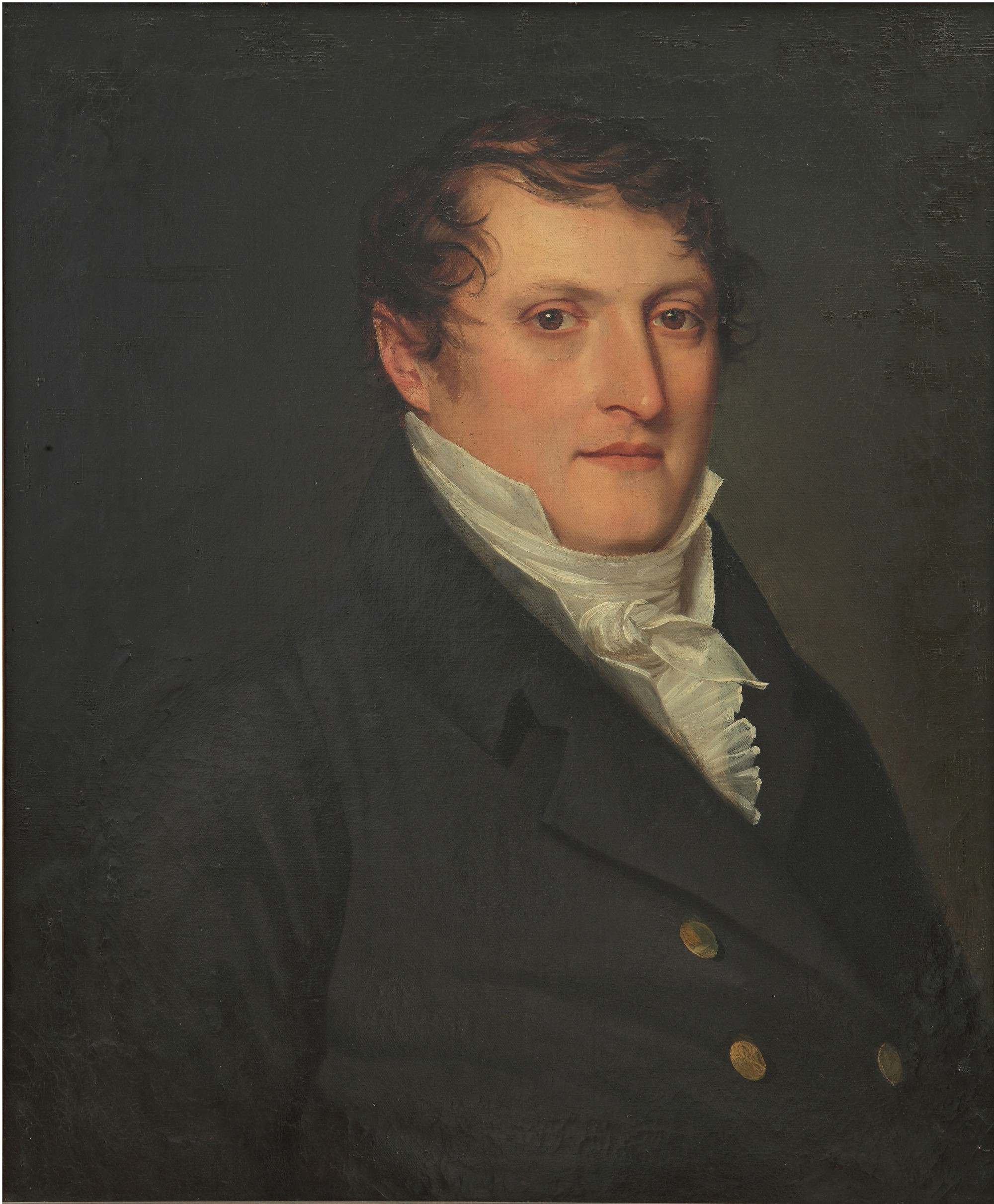
Manuel Belgrano

Le 25 juin, une force de 1 600 hommes sous le commandement de Beresford débarqua sur les rivages de Quilmes. Parmi eux le Régiment écossais 71, l'un des meilleurs de l'armée britannique. Elle avança pratiquement sans opposition vers le río Riachuelo, tout près de la capitale. Le 27 juin, les autorités vice-royales acceptèrent l'ultimatum de Beresford et livrèrent Buenos Aires aux envahisseurs. Le soir même, les troupes britanniques défilèrent sur la Plaza Mayor (l'actuelle Plaza de Mayo) et hissèrent les couleurs du Royaume-Uni. Elles flottèrent pendant 46 jours.
Manuel Belgrano, secrétaire du Consulado de Buenos Aires et Capitán Honorario de Milicias Urbanas préféra se retirer "quasi fugitif", selon ses propres mots, dans la bande Orientale du Río de la Plata. Les autres membres du Consulado jurèrent obéissance à la domination britannique.
Le vice-roi Rafael de Sobremonte abandonna sa capitale et s'enfuit en province de Córdoba, muni du précieux argent de Potosí, de son or personnel et de 1 200 hommes. Beresford exigea la livraison du trésor de l'état et avertit les commerçants de la ville que, dans le cas contraire, ils payeraient eux-mêmes la somme, de leurs propres 
deniers. Ceux-ci n'en doutèrent pas un instant et se mirent à la poursuite du malheureux vice-roi qui fut intercepté dans sa fuite aux environs de la ville de Luján, et l'obligèrent à livrer le trésor qui fut remis aux Britanniques. Le 14 juillet, Sobremonte fit une déclaration à Córdoba, la capitale provisoire de la vice-royauté. Il pria instamment de désobéir à tous les ordres provenant de Buenos Aires, tant que durerait l'occupation.

### La reconquête de Buenos Aires

Le drapeau du 2e Bataillon, du 71e Régiment de l'Armée de terre britannique est exposé comme trophée de guerre au couvent de Santo Domingo de Buenos Aires.

Les porteños (habitants de Buenos Aires) étaient en général mécontents de la métropole, et de ce fait, en un premier temps, les britanniques furent reçus cordialement. Cependant les groupes partisans de l'indépendance eurent vite fait de découvrir la menace de la soi-disant aide britannique à l'émancipation. L'occupation était l'excuse parfaite pour établir la domination que le 
Royaume-Uni briguait sur la région. Une des premières mesures que prit Beresford fut de décréter la liberté de commerce et la réduction des droits. Suspectant que les occupants essayaient de convertir la Plata en une colonie britannique, ils s'unirent aux groupes royalistes pro-espagnols (appelés realistas) qui préparaient une rébellion.

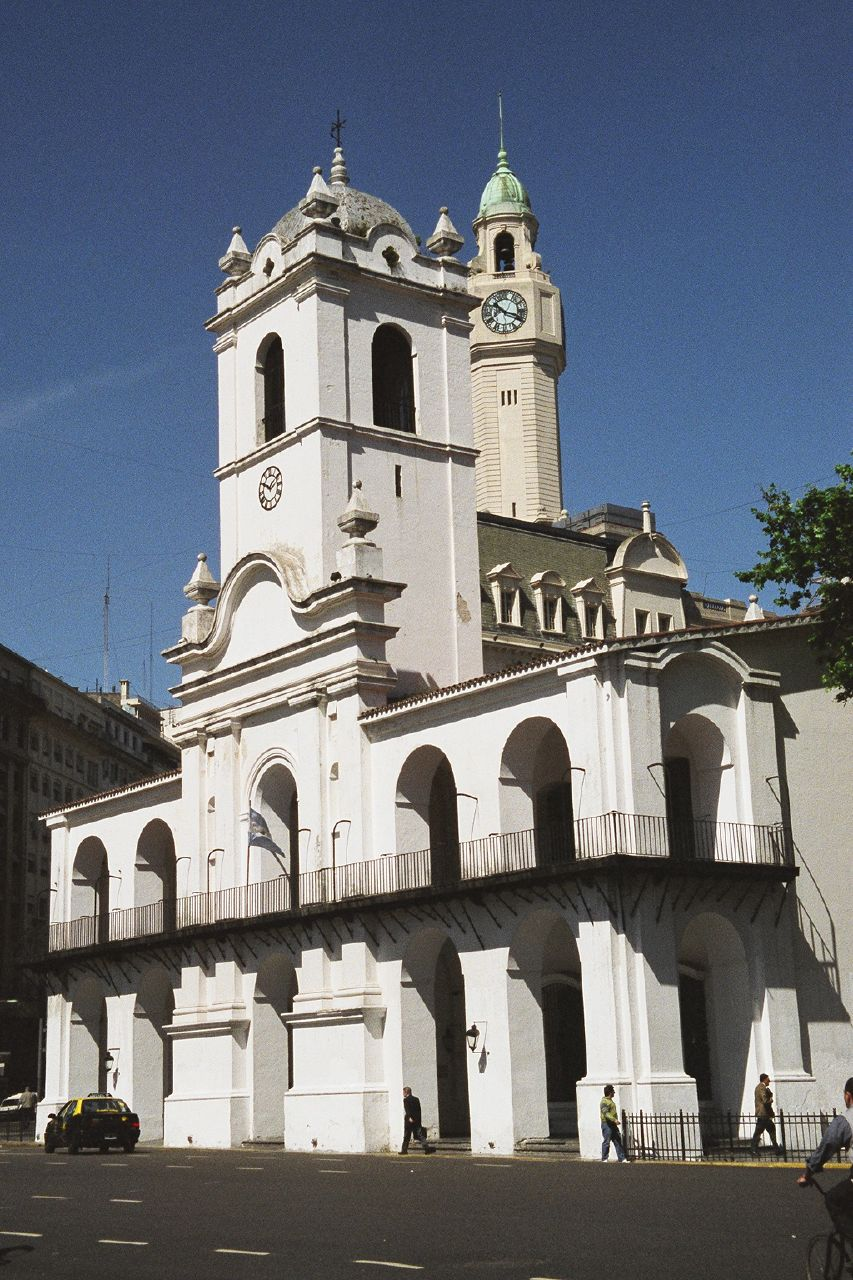
Reconstruction du Cabildo (1940), qui domine la Plaza de Mayo comme le faisait l'édifice original, qui comptait six arcades latérales supplémentaires.

Devant l'immobilité des autorités vice-royales, les habitants de la ville, créoles et espagnols ensemble, commencèrent à s'armer pour se défendre de leurs propres mains. Différents groupes clandestins s'organisèrent, qui projetaient d'attaquer le fort, résidence temporaire de Beresford, avec des explosifs bricolés. Ces mouvements  (dont ceux des Patricios, Arribeños, Blandengues, Húsares, Montañeses, Patriotas de la Unión, Migueletes, Granaderos Provinciales, Pardos et Morenos) eurent l'appui des magnats monopolistes (c’est-à-dire ceux qui bénéficiaient du monopole commercial de la capitale), et parmi eux Martín de Álzaga. Ces gros commerçants subissaient de sérieux préjudices du fait du libre commerce décrété par le représentant de George III (et qui fut approuvé par ce souverain alors même que les Britanniques ne gouvernaient déjà plus sur le Río de la Plata). Mais avant que les rebelles porteños ne puissent mener leur plan à bien, Liniers et sa troupe arrivèrent à Buenos Aires.
Pendant ce temps, les caciques indiens des peuples Pampa et Tehuelche se présentèrent à Córdoba devant le vice-roi Rafael de Sobremonte pour offrir jusqu'à 20 000 hommes pour la reconquête de la capitale. Et bien que leur offre ait été refusée, la collaboration des Indiens permit d'utiliser les corps frontaliers pour la contre-attaque.

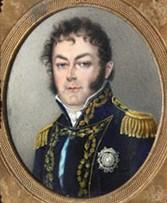
Juan Martín de Pueyrredón, également d'origine française, commandant du premier escadron de Hussards, qui sera désigné plus tard Directeur suprême des Provinces-Unies du Río de la Plata

Liniers abandonna sa position à Ensenada et traversa le Río de la Plata pour organiser les troupes en vue de la reconquête. Depuis Montevideo, et avec l'aide de Ruiz Huidobro, gouverneur de la rive orientale, le Français organisa une armée qui partit vers Buenos Aires pour reprendre la capitale. Avançant depuis la ville de Tigre au bord du Paraná, des milliers d'hommes enthousiastes se joignirent à cette armée.

Le guidon du 71e Régiment de l'Armée de terre britannique fut capturé à Buenos Aires, en 1806. Il est exposé comme trophée de guerre au Musée Historique National du Cabildo de Buenos Aires.

Le 1er août, un groupe de combattants cachés par Álzaga dans une propriété des environs du centre urbain, et dirigé par le créole d'ascendance française Juan Martín de Pueyrredón, fut mis en déroute par une force britannique de 550 hommes.
Le 12 août, Liniers avança sur la ville déchaînant une bataille rangée en différentes rues de Buenos Aires, jusqu'à encercler les britanniques dans le fort de la ville. Le 20 août, Beresford signa la capitulation, où l'échange mutuel de prisonniers entre les deux camps était prévu. Mais, craignant une seconde attaque, le Cabildo (conseil communal) fit pression pour que les prisonniers britanniques soient envoyés à l'intérieur du pays, annulant ainsi les termes de la reddition.
Une fois la cité reprise, l'Audience royale de Buenos Aires assuma le gouvernement civil et décida de donner la Capitainerie générale à Liniers. De plus la couronne espagnole ajouta le titre de "La muy fiel y reconquistadora" (la très fidèle et reconquérante) à la ville de Montevideo et dans son blason on ajouta des drapeaux britanniques chus et étendus, indiquant ainsi la déroute des Britanniques face à Montevideo.
Au total, le plan de Francisco de Miranda s'était avéré inconsistant et ses affirmations comme quoi les Britanniques seraient reçus à bras ouvert par les populations sud-américaines étaient totalement erronées, {comme c'est généralement le cas pour les fables racontées par les émigrés politiques, qui en arrivent souvent à prendre leurs rêves pour des réalités}[style non encyclopédique à supprimer]. Et le mémorandum "Miranda-Popham" fut prestement oublié.
Popham, responsable du désastre par sa désobéissance motivée par la cupidité, fut jugé par une cour martiale britannique pour avoir abandonné sa mission au Cap de Bonne-Espérance. Cependant, la ville de Londres lui octroya bientôt une épée d'honneur pour ses efforts en vue d'"ouvrir de nouveaux marchés",
et ainsi la sentence n'arriva jamais à l'affecter.

## Les milices urbaines
Après la capitulation de Beresford et face à la possibilité d'une nouvelle invasion, Liniers émit une première proclamation, sur la création de divers corps urbains, et un second ordre, convoquant les milices urbaines, demandant instamment au peuple de s'organiser en corps séparés selon leur origine. Pratiquement chaque citoyen devint un milicien. Ces nouvelles milices s'organisèrent en différents corps et régiments. Le Commandant Général des Armes réussit à regrouper ainsi une importante force populaire, à laquelle s'ajoutaient les troupes vice-royales, moins nombreuses, le tout formant une armée d'infanterie, de cavalerie et d'artillerie.

## Invasion britannique de labande Orientaleou Uruguay
En juillet 1806, l'amiral Charles Stirling, qui avait participé à la bataille du Cap Finisterre (en Galice), fut désigné commandant du vaisseau HMS Sampson avec l'ordre de transporter les troupes du général Samuel Auchmuty à Buenos Aires pour apporter son soutien à 
Popham. Le 22 septembre, le gouvernement britannique décida pour la première fois la conquête de Montevideo et de Buenos Aires. Quelques jours plus tard arrivait à Londres le butin obtenu durant la première invasion, qui fut transporté en charrettes à travers la ville.
Pendant ce temps, Popham maraudait le long des côtes du Río de la Plata en attendant des renforts. Finalement au mois d'octobre, les 1 400 hommes du 47e régiment d'infanterie, provenant du Cap de Bonne-Espérance, arrivèrent, sous le commandement du lieutenant-colonel Backhome. Après un léger bombardement de Montevideo, Popham décida d'attaquer Maldonado. Cette localité possédait quelques faibles fortifications et comptait une garnison de plus ou moins 250 hommes, destinés à la surveillance de ce qui était alors la frontière entre les domaines espagnols et portugais. Le 29 octobre, les Britanniques débarquèrent à Maldonado et dans la petite île de Gorriti et, au bout de 3 jours, prirent le contrôle des deux enclaves. Les soldats espagnols qui résistèrent à cette attaque furent saisis et enfermés dans 
l'Isla de Lobos. Entre-temps, les soldats britanniques mirent Maldonado à sac et se saisirent de ses habitants. Le colonel Vasall fut nommé gouverneur, libéra la population captive et rendit aux gens quelques-uns des objets dérobés durant le sac initial. 
Les troupes britanniques eurent à affronter à plusieurs reprises les forces envoyées depuis la capitale de la bande orientale : Montevideo.
Le 5 janvier 1807, Auchmuty arriva dans le Río de la Plata avec un corps expéditionnaire officiel de 4 300 hommes.
Pendant ce temps, Rafael de Sobremonte était arrivé à Montevideo avec une force de cavalerie de 2 500 Cordobèses (habitants de la Córdoba argentine) libérées pour Juan Bautista Bustos (es). Mais le Cabildo (conseil communal) de la ville empêcha l'entrée du vice-roi contesté et remit la défense de la cité entre les mains du gouverneur Ruiz Huidobro. Le 14 janvier, une escadre britannique de 100 bateaux remplis de marchandises britanniques se présentait face à Montevideo. Elle comptait aussi 6 000 hommes sous le commandement du vice-amiral Stirling (qui venait remplacer Popham). Le 16 janvier, Auchmuty débarqua à 10 kilomètres de Montevideo, tout près de l'endroit où la force de Sobremonte s'était postée. Après avoir demandé du renfort à la ville, Sobremonte une fois de plus abandonna la bataille.
Ruiz Huidobro comptait une garnison de seulement 3 000 hommes qui résistèrent à l'attaque de manière désorganisée, tandis que le gouverneur sollicitait l'aide de Buenos Aires. Le 2 février, les Britanniques réussirent à ouvrir une brêche au travers du portón de San Juan, l'une des deux portes d'accès à la cité. À partir de ce moment, la population de Montevideo participa activement à la défense de la place, et il y eut de nombreuses pertes. Finalement, le 3 février, l'action conjointe de l'infanterie et de la marine britannique réussit à occuper la ville. Jacques de Liniers avait décidé de traverser le Río avec quelque 3 000 miliciens pour secourir la ville, mais il était déjà trop tard, et il dut retourner à Buenos Aires.
Dans Montevideo conquise, Auchmuty ordonna la création du périodique The Southern Star ou La Estrella del Sud pour que l'on distribue la bonne parole britannique dans la ville, mais aussi à Buenos Aires. En effet, outre des avis, le périodique contenait une série d'articles de propagande en faveur de l'occupation.
Craignant que les forces espagnoles n'arrivent à Montevideo via Colonia del Sacramento, Auchmuty chargea le colonel Denis Pack de s'emparer de cette localité fortifiée, peuplée alors de 2 800 habitants. Pack occupa la place, pratiquement sans opposition au mois de mars. Ayant eu connaissance de ces faits, Liniers envoya le colonel Francisco Javier de Elío, récemment arrivé d'Espagne récupérer Colonia. Elío prit les forces de Pack par surprise le 22 avril, mais l'attaque fut repoussée et la flotte d'Elío se retira et installa son campement près de l'embouchure de la rivière San Pedro. Pack demanda des renforts à Montevideo et attaqua le campement d'Elío le 7 juin. Les Espagnols perdirent 120 hommes et la majorité d'entre eux se dispersèrent. Elío se vit forcé de retourner à Buenos Aires.
Durant les mois d'occupation, malgré les efforts du Consulado, les marchandises britanniques commencèrent à arriver librement par contrebande depuis Montevideo. Les marchandises arrivaient à Buenos Aires via Quilmes et Ensenada (voir carte). Elles se retrouvaient aussi à Santa Fe par le Río Paraná et de là dans toute la vice-royauté. Par terre et par mer les produits britanniques arrivaient aussi au Brésil. L'Audiencia tenta d'intimider les contrebandiers en prévoyant de lourdes peines, qui ne furent jamais appliquées. Les commerçants de Montevideo, ravis de concurrencer les monopolistes de Buenos Aires demandèrent même au vice-roi Sobremonte de ne pas assiéger la ville afin de favoriser les échanges commerciaux…

## Seconde invasion britannique de Buenos Aires

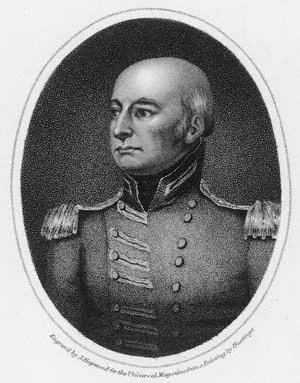
Le Lieutenant-Général John Whitelocke, grand vaincu de Buenos Aires, portrait publié en 1808

Pendant ce temps là, à Buenos Aires, la nouvelle de la prise de Montevideo par les troupes britanniques nombreuses et disciplinées était arrivée le 5 février 1807. Connaissant le comportement du vice-roi Sobremonte, les protestations publiques s'élevèrent vivement, ainsi que des graffitis à l'encontre du représentant de la Couronne espagnole. Et la fuite du vice-roi à la mi-janvier, aux abords de Montevideo, face à Auchmuty, ne fit qu'aggraver les choses. Le 10 février, le Cabildo de la ville réuni en Junta de Guerra (junte de guerre) fit pression sur la Real Audiencia, tribunal suprême de la vice-royauté et décréta, fait sans précédent, la destitution de Sobremonte, sa détention, et la désignation de Jacques de Liniers à sa place. Les autorités espagnoles comprirent que ce qui se passait à Buenos Aires pouvait servir d'exemple pour toutes les vice-royautés espagnoles d'Amérique. Pour éviter que se propage le fait que par la volonté du peuple on avait destitué un vice-roi, l'Audiencia garda prudemment les faits à l'intérieur du domaine juridique colonial, communiquant que Sobremonte avait renoncé à sa charge pour des raisons de santé.    

Le drapeau du Régiment Green de Sainte-Hélène de l'Armée de terre britannique (ou du 95e Régiment de Fusiliers) fut capturé à Buenos Aires, durant la seconde invasion britannique en 1807. Il est exposé comme trophée de guerre au couvent de Santo Domingo de Córdoba, Argentina,.

En même temps, la Junte ordonna l'envoi de Beresford (prisonnier à Luján) à Catamarca, vu que ce dernier gardait des contacts avec des groupes créoles indépendantistes restés malgré tout pro-britannique. Mais les officiers qui escortaient Beresford furent interceptés dans les environs d'Arrecifes par un groupe de ces créoles, entre autres Saturnino Rodriguez Peña et Manuel Aniceto Padilla. Les créoles cachèrent le général britannique jusqu'à ce qu'il fut clandestinement embarqué dans le port de Buenos Aires sur le navire HMS Charwell, envoyé depuis Montevideo pour transmettre des messages aux autorités de la ville et de la vice-royauté. L'objectif de cette mission était de négocier la reddition de Buenos Aires pour éviter une bataille sanglante. Mais aucun accord ne fut bien sûr conclu. Beresford se retrouva libre à Montevideo, et faute d'accord de reddition, refusa l'offre de commander l'expédition de prise de la capitale. Il s'embarqua donc vers Londres. Cette année même, il occupa l'île de Madère et devint son gouverneur. Plus tard, il jouera un rôle important dans la guerre d'indépendance espagnole.
Dans les premiers jours du mois de mars 1807, le HMS Thisbe partit de Grande-Bretagne vers Montevideo avec à son bord le lieutenant général John Whitelocke, nommé commandant des forces britanniques dans le Río de la Plata, avec l'ordre du gouvernement britannique (dirigé par William Wyndham Grenville, puis dès le 30 mars par le duc de Portland) de prendre Buenos Aires. 
Whitelocke arriva à Montevideo le 10 mai et prit le commandement général. Peu de temps après, la flotte sous le commandement du général Robert Craufurd arriva depuis la ville du Cap avec 5 000 hommes. Le 17 juin, l'armée de Whitelocke, immense pour l'époque, composée de quelque 11 000 hommes, partit en direction de Colonia. Le 28 juin, les Britanniques débarquèrent à Ensenada (près de la ville actuelle de La Plata) et, après avoir écrasé une petite force locale très inférieure en nombre, commencèrent le siège de la capitale le 4 juillet. Pendant ce temps, la décision de la cour espagnole déclarant Ruiz Huidobro vice-roi par intérim était parvenue dans la vice-royauté. Mais le dit gouverneur de Montevideo, prisonnier des Britanniques, avait été embarqué pour Londres après la chute de Montevideo. De ce fait, Liniers, étant le militaire de plus haut rang présent sur place fut nommé vice-roi de la Plata par l'Audiencia.
L'armée britannique franchit avec difficulté les 50 kilomètres qui séparaient le lieu de débarquement et la capitale. L'armée du tout nouveau vice-roi intercepta l'avant-garde de l'ennemi près de Miserere, mais le groupe aux ordres de Craufurd réussit à diviser et à faire reculer les hommes de Liniers. À la tombée de la nuit, le combat cessa et beaucoup de miliciens purent rentrer chez eux.

Le pavillon arboré par la Royal Navy fut capturé à Buenos Aires, durant la seconde invasion britannique en 1807. Il est exposé comme trophée de guerre au couvent de Santo Domingo de Córdoba, Argentina.

De son côté, l’alcade (alcalde) de Buenos Aires, Martín de Álzaga ordonna de dresser des barricades, de creuser des trappes et des tranchées dans les différentes rues de la ville par lesquelles l'ennemi pourrait pénétrer. Le matin du 5 juillet, la totalité de l'armée britannique se regroupa à Miserere. Confiant dans la supériorité de son armée, Whitelocke donna l'ordre de pénétrer dans la cité en 12 colonnes qui se dirigeraient séparément vers le fort de la ville et vers Retiro par des rues différentes. Mais les envahisseurs se confrontaient à un Buenos Aires très différent de celui auquel Beresford s'était heurté. Selon la tradition populaire, les habitants lançaient avec force des pierres et versaient quantité d'huile et d'eau bouillante sur les têtes des envahisseurs. De plus, Liniers avait réussi à réunir une armée de 9 000 miliciens, postés en différents points de la ville. L'avance des colonnes se vit sévèrement entravée par les défenses, telles les barricades dressées et les tranchées creusées, par le feu permanent depuis l'intérieur des maisons, et par la désinformation 
organisée parmi les officiers britanniques. John Whitelocke vit combien ses hommes étaient attaqués avec violence à chaque coin de rue. Grâce à la guérilla urbaine, les habitants de Buenos Aires surpassèrent la discipline des troupes britanniques. Après une lutte sanglante, Whitelocke avait perdu plus de la moitié de ses hommes, tués, blessés et prisonniers.

## Épilogue
Le 6 juillet à la mi-journée, dès lors que la plupart des colonnes britanniques étaient écrasées et que les troupes britanniques se trouvaient encerclées, Liniers demanda la reddition. Craufurd, retranché dans l'église de Santo Domingo, rejeta l'offre et la lutte continua jusqu'après trois heures de l'après-midi. Whitelocke reçut les conditions de la capitulation vers dix-huit heures le même jour. Le 7 juillet, on communiqua l'acceptation de la capitulation proposée par Liniers et qu'à la demande du maire Álzaga, il était donné deux mois aux Britanniques pour abandonner Montevideo. Les troupes britanniques se retirèrent définitivement de Buenos Aires et abandonnèrent la bande Orientale (Uruguay actuel) dès le 9 septembre.
Napoléon Bonaparte disait qu'un grand désastre désigne toujours un grand coupable. De retour au Royaume-Uni, une cour martiale reconnut Whitelocke coupable de toutes les charges sauf une, et fut démis de ses fonctions. Il fut déclaré incapable de servir la Couronne britannique. Un des facteurs déterminants pour cette décision, fut le fait que le malheureux général avait accepté la dévolution de Montevideo dans les termes de la reddition. La simple justice nous oblige à dire que Whitelocke n'avait fait qu'obéir aux ordres, qu'à la suite de la défaite sanglante de Buenos Aires, Montevideo était condamnée et qu'il importait de préserver la vie de ses soldats, et qu'enfin les seuls responsables du désastre se trouvaient à Londres au sein des politiciens qui l'avaient envoyé au bout du monde pour une impossible mission.
À ce jour, les corps des soldats tombés durant les invasions britanniques de Buenos Aires n'ont pas encore été retrouvés.

## Conséquences des invasions britanniques
Jusqu'en mai 1810, l'Empire espagnol conserve la possession et le contrôle de la Vice-royauté du Río de la Plata grâce à l'action de groupes de milices volontaires urbaines. La volonté du peuple joua un rôle sans précédent dans la destitution d'un vice-roi et dans la nomination de son successeur. La résistance du peuple et sa participation active dans la défense et la reconquête de la capitale, avec la mise en évidence de l'incapacité de la métropole de défendre ses colonies, transforma ces évènements en prélude à l'indépendance des territoires sud-américains sous domination espagnole.
Pour être juste, il faut essayer de comprendre la position du vice-roi Rafael de Sobremonte, dont le souvenir est resté d'un fonctionnaire inepte et couard. Le vice-roi était au courant de l'existence de groupes indépendantistes à Buenos Aires. Il était aussi conscient de la vulnérabilité du Río de la Plata, car en de nombreuses occasions il avait sollicité des renforts de l'Espagne. D'un autre côté, il comprenait qu'armer le peuple pour la défense impliquait la livraison du pouvoir aux créoles. La fuite à la ville argentine de Córdoba avec le trésor, peut être considérée comme une stratégie appropriée, vu que c'était bien ce trésor que Popham était venu chercher. Mais à cause de la pression des représentants du Cabildo, en leur majorité riches commerçants, Sobremonte se vit forcé de livrer les fonds publics à Beresford. De retour en Espagne, le marquis comparut devant une cour martiale tenue à Cadix en 1813 qui l'innocenta de toutes les charges retenues contre lui. En outre, il reçut le paiement de ses soldes en retard et fut promu maréchal et nommé conseiller des Indes.
Quant au Royaume-Uni, guéri de ses ambitions coloniales sud-américaines, malgré le lourd échec militaire de l'invasion, il atteignit progressivement, au fil du temps, un des objectifs principaux de ces expéditions : l'influence commerciale sur la région.